# 維利卡-薩季夫西卡
50°45′12″N 24°50′33″E / 50.75333°N 24.84250°E
維利卡-薩季夫西卡（烏克蘭語：Вілька-Садівська），是烏克蘭的村落，位於該國西部沃倫州，由沃洛德米爾區負責管轄，始建於1890年，面積44平方公里，海拔高度227米，2001年人口113，人口密度每平方公里2.57人。